# Constantin Film
Constantin Film AG é uma produtora cinematográfica alemã e distribuidora de filmes, com sede em Munique, na Alemanha.

## História
Constantin Film Distribution GmbH foi fundada por Waldfried Barthel e Preben Philipsen em 1º de Abril de 1950 em Frankfurt, Alemanha. Em 21 de dezembro de 1964, o nome da empresa foi alterado para Constantin Film GmbH.
Em 1978, o produtor de cinema alemão Bernd Eichinger comprou a empresa e tornou-se gerente geral da agora chamada Neue Constantin Film GmbH até 1999. Ele foi o vice-presidente do conselho de supervisão para cima até sua morte em 2011.
Constantin Film AG foi listada no mercado de ações desde 1999.
Em 2007, Constantin Film anunciou o suporte para Blu-ray Disc e HD DVD. Em janeiro de 2008, eles declararam apoio exclusivo para Blu-ray Disc, deixando todas as futuras versões HD DVD.
Em 2012, Constantin Film e David Garrett da Summit Entertainment se uniram, formando Sr. Smith Entertainment, na qual Steven Spielberg e Reliance Entertainment's DreamWorks formaram um acordo de distribuição.

## Lista de filmes da Constantin Film Production GmbH
- 1982 - Christiane F.
- 1984 - The NeverEnding Story
- 1986 - The Name of the Rose
- 1993 - The House of the Spirits
- 1994 - The Fantastic Four (nunca lançado)
- 1997 - Smilla's Sense of Snow
- 2001 - Der Schuh des Manitu (Manitou's Shoe)
- 2001 - Bandits
- 2001 - Emil und die Detektive (Emil and the Detectives)
- 2002 - Resident Evil
- 2004 - Resident Evil: Apocalypse
- 2004 - Downfall (Alemão: Der Untergang)
- 2005 - Fantastic Four
- 2005 - The Dark
- 2005 - Before the Fall
- 2006 - Perfume: The Story of a Murderer (Alemão: Das Parfüm – Die Geschichte eines Mörders)
- 2007 - Fantastic Four: Rise of the Silver Surfer
- 2007 - Resident Evil: Extinction
- 2008 - The Baader-Meinhof Complex (Alemão: Der Baader Meinhof Komplex)
- 2008 - The Wave
- 2009 - Pandorum
- 2010 - Resident Evil: Afterlife
- 2010 - We Are the Night
- 2011 - The Three Musketeers
- 2012 - The Vow
- 2012 - Resident Evil: Retribution
- 2012 - Fünf Freunde (Famous Five)
- 2012 - Heiter bis Wolkig (Fair to Cloudy)
- 2013 - Tarzan
- 2013 - The Mortal Instruments: City of Bones
- 2014 - The Mortal Instruments: City of Ashes
- 2015 - Fantastic Four